# St. Johns, Arizona
St. Johns är en stad i Apache County i den amerikanska delstaten Arizona med en yta av 17,1 km² och en folkmängd, som uppgår till 3 538 invånare (2006). St. Johns är administrativ huvudort (county seat) i Apache County .

## Kända personer från St. Johns
- Mo Udall, politiker
- Stewart Udall, politiker